# Тагиева, Роза Муртуза кызы
Роза Муртуза кызы Тагиева (азерб. Roza Murtuza qızı Tağıyeva; род. 1942, Агджабединский район) — диктор азербайджанского телевидения. Народный артист Азербайджанской Республики (1991).

## Биография
Роза Муртуза кызы Тагиева родилась в 1942 году в Агджабединском районе. Её отец, Муртуза Аллахверди оглы Тагиев, родом из села Мехраблы Агджабединского района, работал следователем в Агджабединской, затем в Тертерской районной прокуратуре.
Окончив школу в Тертерском районе в 1959 году, Роза Тагиева поступила на факультет русского языка Азербайджанского государственного университета иностранных языков. Однако, ораторские способности юной Розы, ещё со школьных лет выступавшей на мероприятиях с художественными декламациями, направили её жизненную деятельность в иное русло.
В 1962 году Роза Тагиева выиграла конкурс дикторов, проводимый Азербайджанской государственной телерадиокомпанией. Поэтому с третьего курса её взяли работать диктором Азербайджанского Гостелерадио. С того времени и по сей день Роза Тагиева сотрудничает с Азербайджанской государственной телерадиокомпанией.

## Фильмография
1. «Свекровь» (фильм, 1978) — телеведущая
2. «Рогожа» (фильм, 1985)
3. «Габиль» (фильм, 2001)
4. «Хроника культуры» (фильм, 2001—2004)
5. «Память об одной жизни» (фильм, 2007)
6. «Мой удел, мой струнный саз» (фильм, 2007)
7. «Народная актриса. Наджиба Меликова» (фильм, 2015)

## Награды
- Заслуженная артистка Азербайджанской ССР (30 декабря 1981)
- Народная артистка Азербайджана (4 мая 1991) — за многолетний плодотворный труд и активное участие в развитии отрасли[3]
- Персональная стипендия Президента Азербайджанской Республики (11 июня 2002)[4]
- Орден «Труд» I степени (21 июля 2025) — за заслуги в развитии национальной печати в Азербайджане[5]